# Rodri (ur. 1990)
Rodri, właśc. Rodrigo Ríos Lozano (ur. 6 czerwca 1990 w Sorii) – hiszpański piłkarz występujący na pozycji napastnika.